# Шумен (футбольний клуб)
Професійний футбольний клуб «Волов 1929 Шумен» (болг. Професионален футболен клуб «Волов 1929 Шумен») — колишній болгарський футбольний клуб з Шумена, що існував у 1929—2013 роках.

## Досягнення
- Група Б
  - Чемпіон (2): 1971–72, 1982–83
  - Фіналіст (5): 1953–54, 1956–57, 1980–81, 1981–82, 1992–93.